# درویش‌پور
درویش‌پور می‌تواند به افراد زیر اشاره کند:
- هوشنگ درویش‌پور (متولد ۱۳۳۸)، کارگردان ایرانی
- مهرداد درویش‌پور (متولد ۱۳۳۹)، جامعه‌شناس و فعال سیاسی ایرانی
- حجت‌الله درویش‌پور (متولد ۱۳۴۰)، نمایندهٔ ایذه و باغملک در دورهٔ نهم مجلس شورای اسلامی